# Technetium (99mTc) tetrofosmin
Technetium (99m Tc) tetrofosmin là một loại thuốc được sử dụng trong hình ảnh tim mạch y học hạt nhân. Nó được bán dưới tên thương hiệu Myoview (GE Healthcare). Các đồng vị phóng xạ, technetium-99m, được chelated bởi hai 1,2- bis [di- (2-ethoxyethyl) phosphino] etan ligand thuộc nhóm diphosphines và được gọi là tetrofosmin. 
Tc-99m tetrofosmin nhanh chóng được đưa lên bởi mô cơ tim và đạt mức tối đa trong khoảng 5 phút. Khoảng 66% tổng liều tiêm được bài tiết trong vòng 48 giờ sau khi tiêm (40% nước tiểu, 26% phân). Tc-99m tetrofosmin được chỉ định để sử dụng trong hình ảnh xạ hình của cơ tim trong điều kiện căng thẳng và nghỉ ngơi. Nó được sử dụng để xác định các khu vực thiếu máu cục bộ đảo ngược và mô nhồi máu trong tim. Nó cũng được chỉ định để phát hiện những thay đổi về tưới máu gây ra bởi stress dược (adenosine, lexiscan, dobutamine hay persantine) ở những bệnh nhân bị bệnh động mạch vành. Chỉ định thứ ba của nó là đánh giá chức năng tâm thất trái (phân suất tống máu) ở những bệnh nhân được cho là mắc bệnh tim. Không có chống chỉ định nào được biết đến khi sử dụng tetcosmin Tc-99m, nhưng cần chú ý theo dõi liên tục chức năng tim ở bệnh nhân mắc bệnh mạch vành đã biết hoặc nghi ngờ. Bệnh nhân nên được khuyến khích để vô hiệu hóa các bong bóng của họ ngay khi các hình ảnh được thu thập, và càng thường xuyên càng tốt sau khi các xét nghiệm để giảm liều bức xạ của họ, vì phần lớn loại bỏ là thận. Liều khuyến cáo của tetcosmin Tc-99m là từ 5 đến 33 triệu (185-1221 megabecquerels). Đối với một liều căng thẳng / liều nghỉ ngơi hai liều, liều thông thường thường là liều 10 mCi, sau đó một đến bốn giờ sau đó với liều 30 mCi. Hình ảnh thường bắt đầu 15 phút sau khi tiêm.